# ثوجين
ثوجين هو اسم عام لمجموعة من أحاديات التربين، وهي مركبات عضوية طبيعية. توجد هذه المركبات في الزيوت العطرية في عدد من النباتات، وتساهم في إضافة المذاق اللاذع لبعض الأعشاب والنباتات مثل الندغ البستاني.

## المتصاوغات
هناك عدد من المتصاوغات في مركبات الثوجين، وهي
- ألفا-ثوجين (α-ثوجين)
- بيتا-ثوجين (β-ثوجين)
- سابينين

| متصاوغات الثوجين |                                                                 |                                                                 |                                                                |                                                                |
| الاسم            | (−)-α-ثوجين                                                     | (+)-α-ثوجين                                                     | (+)-سابينين                                                    | (−)-سابينين                                                    |
| أسماء أخرى       | (−)-3-Thujene                                                   | (+)-3-Thujene                                                   | (+)-4(10)-Thujene                                              | (−)-4(10)-Thujene                                              |
| أسماء أخرى       | (1R*,5R*)-(±)-2-Methyl-5-(1-methylethyl)-bicyclo[3.1.0]hex-2-en | (1R*,5R*)-(±)-2-Methyl-5-(1-methylethyl)-bicyclo[3.1.0]hex-2-en | (1R*,5R*)-(±)-4-Methylen-1-(1-methylethyl)-bicyclo[3.1.0]hexan | (1R*,5R*)-(±)-4-Methylen-1-(1-methylethyl)-bicyclo[3.1.0]hexan |
| صيغة بنيوية      |                                                                 |                                                                 |                                                                |                                                                |
| رقم التسجيل CAS  | 3917-48-4                                                       | 3387-41-5                                                       | 2009-00-9 546-79-2 (هيدرات)                                    | 10408-16-9                                                     |
| رقم التسجيل CAS  | 2867-05-2 (مزيج راسيمي)                                         | 2867-05-2 (مزيج راسيمي)                                         | 3387-41-5 (مزيج راسيمي)                                        | 3387-41-5 (مزيج راسيمي)                                        |
| صيغة مجملة       | C10H16                                                          | C10H16                                                          | C10H16                                                         | C10H16                                                         |
| كتلة مولية       | 136.24 غ·مول−1                                                  | 136.24 غ·مول−1                                                  | 136.24 غ·مول−1                                                 | 136.24 غ·مول−1                                                 |
| حالة المادة      | سائل                                                            | سائل                                                            | سائل                                                           | سائل                                                           |
| نقطة الغليان     | 152 °س (699 هكتوباسكال)                                         | 152 °س (699 هكتوباسكال)                                         | 163–165 °س (مزيج راسيمي)                                       | 163–165 °س (مزيج راسيمي)                                       |
| الكثافة          |                                                                 |                                                                 | 0.84 غ·سم−3 (مزيج راسيمي)                                      | 0.84 غ·سم−3 (مزيج راسيمي)                                      |

## الوفرة الطبيعية
توجد متصاوغات الثيوجين في نباتات الأبهل والفاغرة والمانغو الشائع وفي زيت العفص الغربي.
يتم الاصطناع الحيوي لمركب α-ثوجين والسابينين انطلاقاً من مركب α-تربينين، وذلك بمساهمة من مركب بيروفوسفات الغيرانيل Geranyl pyrophosphate.

## اقرأ أيضاً
- ثوجون